# Бломберг, Астрид
А́стрид Элизабе́т Бло́мберг (швед. Astrid Elisabet Blomberg; род. 2 декабря 1937) — шведская кёрлингистка.
В составе женской сборной Швеции участвовала в чемпионате мира 1984. Чемпионка Швеции среди женщин (1984).
Играла в основном на позиции второго.

## Достижения
- Чемпионат Швеции по кёрлингу среди женщин: золото (1984).

## Команды
| Сезон   | Четвёртый                 | Третий          | Второй          | Первый            | Турниры                      |
| ------- | ------------------------- | --------------- | --------------- | ----------------- | ---------------------------- |
| 1983—84 | Ингрид Тидевалль-Мельдаль | Анн-Катрин Черр | Астрид Бломберг | Сильвия Мальмберг | ЧШЖ 1984 · ЧМ 1984 (7 место) |

(скипы выделены полужирным шрифтом)